# L'Actionnaire
Pour plus de détails, voir Fiche technique et Distribution.
L'Actionnaire (titre original en russe : Акционеры) est un film soviétique d'animation de court métrage réalisé en 1963 par Roman Davydov.

## Fiche technique
- Production : Soyuzmultfilm Studio
- Réalisation : Roman Davydov
- Scénario : Klementy Mints
- Directeur de la photographie : Boris Kotov
- Directeur artistique : Piotyr Sarkisian
- Son : Nikolai Prilutski

## Interprétation (voix des personnages)
- Mikhaïl Astangov
- Yuri Filimonov
- Yuri Khrjanovsky
- Gueorgui Georgiu
- Fedor Dimant
- Vladimir Marenkov
- Aleksander Baranov